# Fiat SPA TL 37
A Trattore Leggero 37 vagy rövidítve TL 37 egy olasz gyártmányú tüzérségi vontató volt, melyet a második világháború alatt használtak. Gyártását az olasz Fiat gyár egyik leányvállalata, az S.P.A. (Società Piemontese Automobili) végezte.

## Fejlesztés és történet

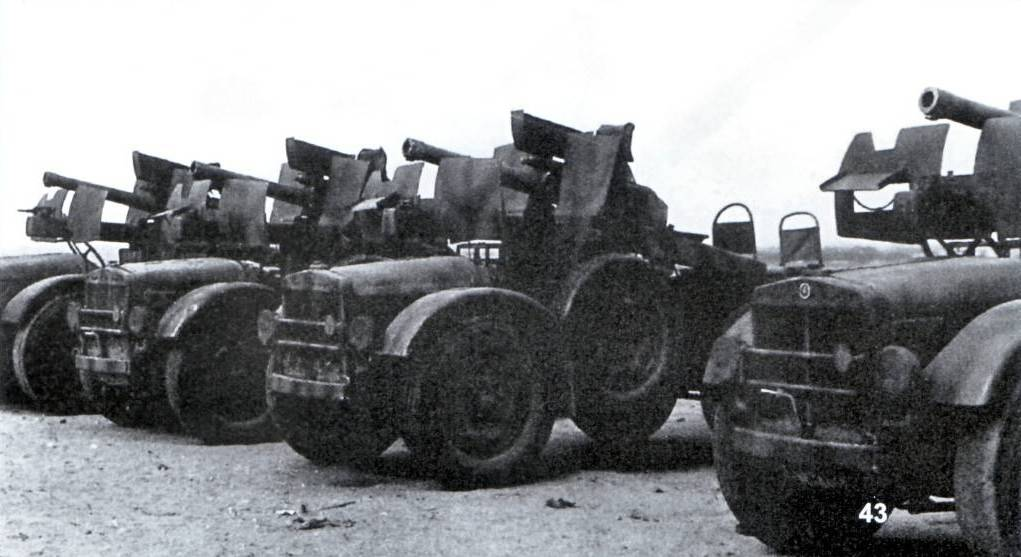
A 7,5 cm-es ágyúval felszerelt önjáró lövegek

A vontatót 1938-ban rendszeresítette az Olasz Királyi Hadsereg, miután a könnyű tüzérségi vontatóra kiírt pályázatot az S.P.A. a Breda Meccanica Bresciana által előterjesztett vontatóval szemben megnyerte. A második világháború folyamán az olasz hadsereg minden egysége használta, ezen kívül a Magyar Királyság is vásárolt a típusból. Az 1943-as olasz fegyverszünet aláírása után az Észak-Olaszországot irányításuk alatt tartó német erők is hadrendbe állították a vontatókat. A háború után egészen 1948-ig hadrendben maradt az olasz haditengerészetnél.
A járműnek sajátossága volt az összkerék-kormányzás, amely lehetővé tette a szűk, 4,5 méteres fordulókör elérését. Képes volt 75 és 100 mm-es űrméretű tüzérségi fegyverek 40 km/h sebességű vontatására műúton, ezen felül a lövegek 5 fős személyzetének és 250 kg-nyi lőszer szállítására. Ezen kívül képes volt 40%-os emelkedő megmászására is.
A vontatónak létezett egy önjáró löveg változata is, amely egy 7,5 cm-es űrméretű Cannone da 75/27 Modello 1911 ágyúval volt felszerelve a jármű hátuljában. A TL 37 tüzérségi vontató volt az alapja a Fiat SPA AS 37 típusú teherautónak, illetve a Fiat SPA S37 és a Fiat SPA AS 43 páncélautóknak.

## Fordítás
Ez a szócikk részben vagy egészben  a   TL.37 című angol Wikipédia-szócikk ezen változatának fordításán alapul.  Az eredeti cikk szerkesztőit annak laptörténete sorolja fel. Ez a jelzés csupán a megfogalmazás eredetét és a szerzői jogokat jelzi, nem szolgál a cikkben szereplő információk forrásmegjelöléseként.